# Veit II. von Würtzburg

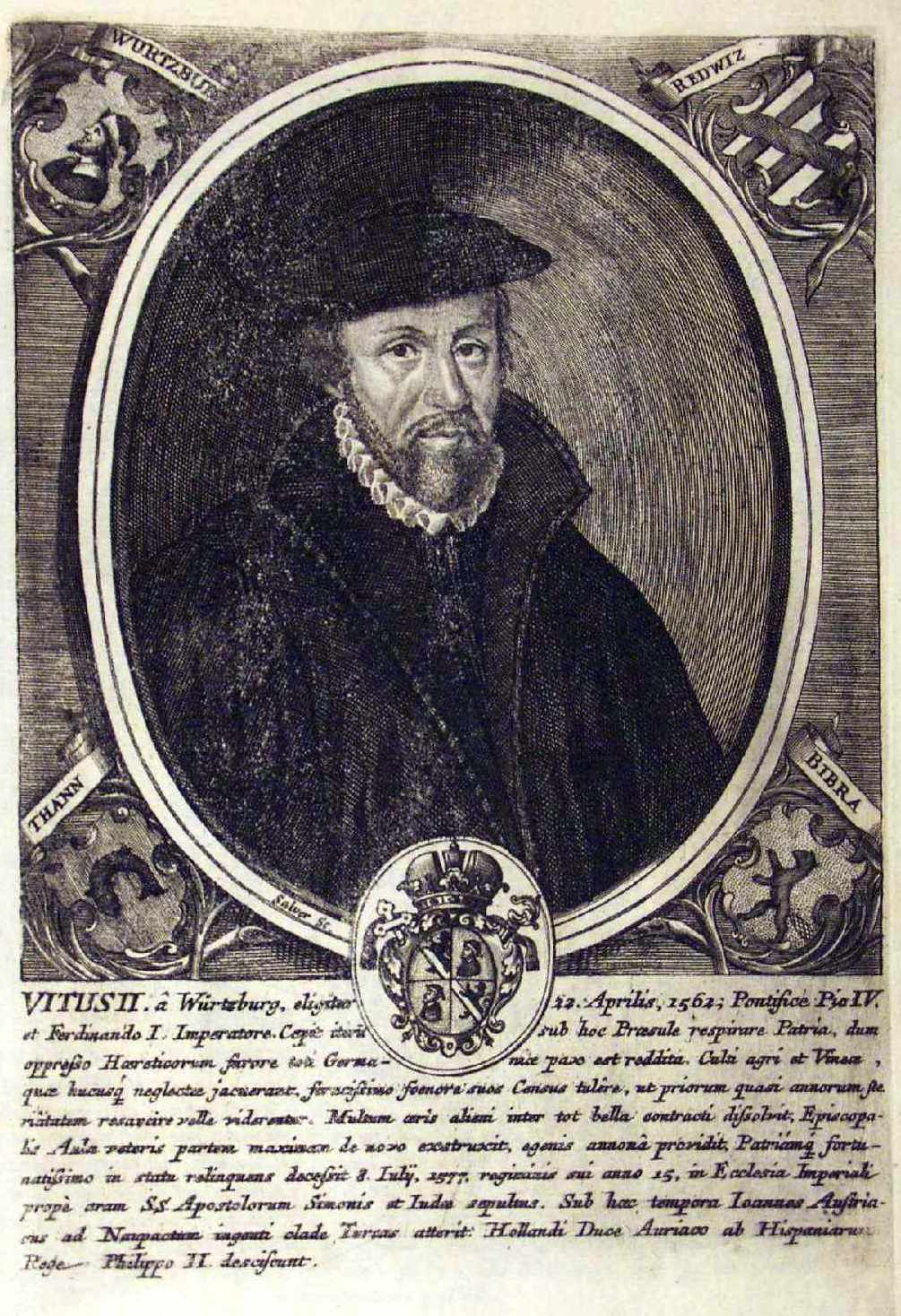
Veit von Würtzburg, Kupferstich von Johann Salver

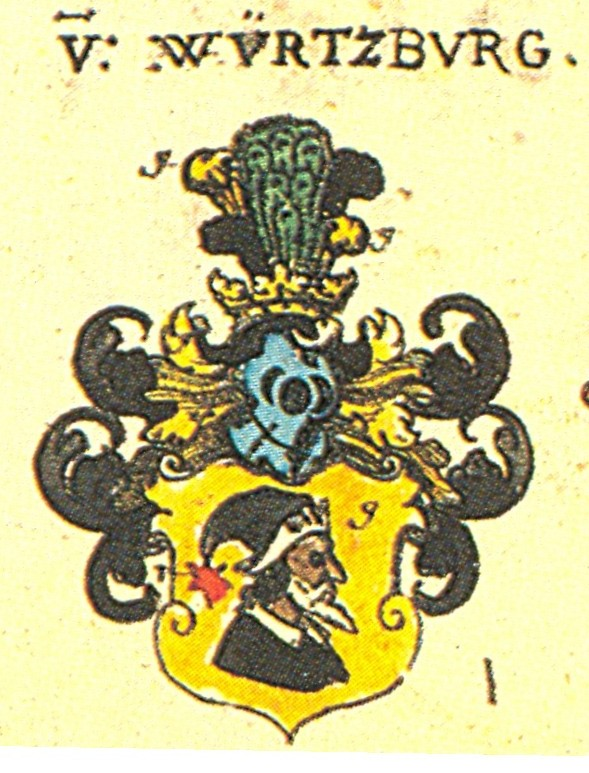
Stammwappen derer von Würtzburg; Bischof Veit II. von Würtzburg führte es als Element im gemehrten Wappen weiter

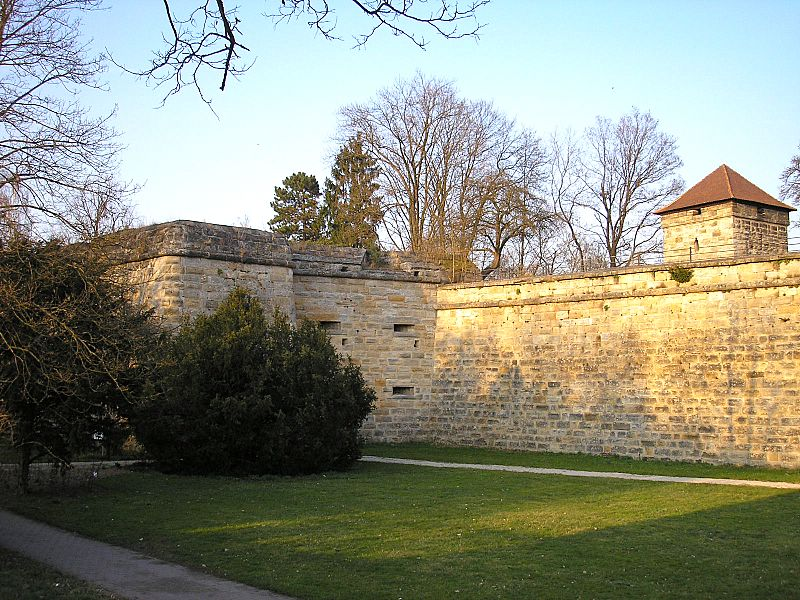
Bastion am Saltorturm der Festung Forchheim

Veit II. von Würtzburg († 8. Juli 1577) war von 1561 bis zu seinem Tode Fürstbischof des Hochstiftes Bamberg.

## Veit II. von Würtzburg im Familienkontext
Veit II. von Würtzburg stammte aus der fränkischen reichsfreien Adelsfamilie von Würtzburg (siehe auch Liste fränkischer Rittergeschlechter). Ob und in welchen Zusammenhang die Familie zur vermutlich namensgebenden Stadt Würzburg steht, ist ungeklärt.
Der Familie von Würtzburg entsprangen weitere Familienmitglieder mit hohen kirchlichen Würden, so der Bamberger Domherr Hans Veit von Würtzburg und der Würzburger Domherr Johann Veit Freiherr von Würtzburg.
Wie unter anderem auf nebenstehendem Kupferstich zu sehen, entstammte Veit neben seiner väterlichen Linie auch den Adelsgeschlechtern Tann, Redwitz und Bibra.

## Biografische Daten
Bei der Ernennung von Veit zum Fürstbischof war Pius IV. Papst und Ferdinand I. Kaiser.
Seine Herrschaft stand unter dem Eindruck der noch frischen Wunden, die der Zweite Markgrafenkrieg im Hochstift hinterlassen hatte. So sorgte er vor allem für Frieden und eine Erholung der Finanzen. Den seit dem Konzil von Trient aufgekommenen Forderungen der Gegenreformation stand er dagegen skeptisch gegenüber. Er hatte kein Interesse, seinen wirtschaftlich erfolgreichen Bürgern religiöse Vorschriften zu machen.
Bautätigkeiten, die die Wehrhaftigkeit der Festungen sicherten, lassen sich auf der Festung Forchheim und der Festung Rosenberg in Kronach nachweisen. In seiner Zeit wurde der Renaissancetrakt der Alten Hofhaltung in Bamberg gebaut.
Er besetzte und verwüstete 1563 Burg Egloffstein.

## Wappen
Blasonierung: Das Wappen von Veit II. von Würtzburg zeigt sich geviert; die Felder zwei und drei zeigen das Stammwappen derer von Würtzburg; das Brustbild zeigt [nach Siebmacher] einen weißbärtigen Mann auf goldenem Grund, der schwarze Kleidung mit einem weißen (silbernen) Kragen und einen nach hinten geneigten, spitz zulaufenden Hut mit einem roten Stern trägt; die übrigen beiden Felder zeigen den schwarzen Löwen für Bamberg, belegt mit einer silbernen Schrägleiste auf goldenem Grund.
Die Bastion am Saltorturm der Festung Forchheim trägt eine Tafel mit dem Wappen des Bischofs.

## Grabdenkmal im Kloster Michaelsberg
Sein vom Bildhauer Hans von Wemding ausgeführtes Grabdenkmal befindet sich seit der Stilrestaurierung des Domes von Bamberg im linken Seitenschiff der Michaelskirche.